# Радио Рация
Радио «Рация» (бел. Радыё «Рацыя») — польская радиостанция, базирующаяся в Белостоке, финансируемая МИД Польши и вещающая на территории Восточной Польши и Западной Беларуси. Предоставляет информацию о политических событиях, общественной, экономической и культурной жизни в Белоруссии, Польше и других странах.

## История
Основана в 1998 году. Мобильное приложение запущено в 2015 году.
Радио «Рация» вещает на частоте FM и в Интернете на белорусском языке. Приём сигнала радиопередатчика доступен в приграничных населённых пунктах Польши и Беларуси, в частности — в Белостоке, Гродно, Волковыске, Щучине, Лиде, Мостах, Сопоцкине, Большой Берестовице, Скиделе, Индуре, Зельве, Озерах, Гайновке, Бельске-Подляском, Семятичах, Соколце, Августове, Бресте, Каменце, Высоком и Малорите.
Партнёрами радиостанции выступают польские СМИ, белорусские национальные организации, а также правительства Норвегии, Нидерландов и Польши.
Численность сотрудников в Белостоке — более полусотни, несколько десятков внештатных сотрудников и фрилансеров предоставляют информацию из Беларуси.

## Преследование
Некоторые сотрудники являются «невъездными» в Беларусь, действующие в Беларуси внештатники Радио «Рация» подвергаются преследованиям правоохранительных органов как нарушители действующего законодательства о СМИ, согласно которому деятельность корреспондентов иностранных СМИ подлежит обязательной аккредитации в МИД РБ.
В 2008 году после облавы на корпункты польских СМИ был закрыт минский офис радиостанции. В 2009 году корреспондент Иван Роман получил официальное предупреждение КГБ РБ «о недопустимости незаконных действий» и возможности привлечения к уголовной ответственности по статье 369-1 УК РБ («дискредитация Республики Беларусь»). МИД Республики Беларусь постоянно отказывает в аккредитации сотрудникам радиостанции.
По мнению КГБ Беларуси, отдельные представители "Радио «Рация» осуществляли деятельность, которая «ведет к подрыву доверия к Беларуси, снижению ее международного авторитета».
С сентября 2021 года доступ на сайт радио в Беларуси заблокирован. В октябре 2023 года белорусские власти включили некоторые интернет-страницы радио в список экстремистских материалов, а в январе 2024 года объявили радио экстремистским формированием.

## Аудитория
Свою аудиторию радио определяет так: «Наши слушатели это активные люди, ориентированные на профессиональное развитие, заинтересованы в том, что происходит в регионе, в котором они живут, а также вызовами, которые ставит перед ними современный мир».